# Kanton Revin
Der Kanton Revin ist ein französischer Wahlkreis im Département Ardennes in der Region Grand Est. Er umfasst sieben Gemeinden im Arrondissement Charleville-Mézières und hat sein bureau centralisateur in Revin. Im Rahmen der landesweiten Neuordnung der französischen Kantone wurde er im Frühjahr 2015 erweitert.

## Gemeinden
Der Kanton besteht aus sieben Gemeinden mit insgesamt 11.700 Einwohnern (Stand: 1. Januar 2022) auf einer Gesamtfläche von 162,42 km²:
| Gemeinde           | Einwohner 1. Januar 2022 | Fläche km² | Dichte Einw./km² | Code INSEE | Postleitzahl |
| ------------------ | ------------------------ | ---------- | ---------------- | ---------- | ------------ |
| Anchamps           | 215                      | 2,26       | 95               | 08011      | 08500        |
| Fépin              | 236                      | 5,79       | 41               | 08166      | 08170        |
| Fumay              | 3.118                    | 37,56      | 83               | 08185      | 08170        |
| Hargnies           | 453                      | 42,24      | 11               | 08214      | 08170        |
| Haybes             | 1.806                    | 28,05      | 64               | 08222      | 08170        |
| Montigny-sur-Meuse | 77                       | 8,10       | 10               | 08304      | 08170        |
| Revin              | 5.795                    | 38,42      | 151              | 08363      | 08500        |
| Kanton Revin       | 11.700                   | 162,42     | 72               | 0812       | –            |

Bis zur landesweiten Neuordnung der französischen Kantone im März 2015 gehörten zum Kanton Revin die zwei Gemeinden Anchamps und Revin. Sein Zuschnitt entsprach einer Fläche von 40,68 km2. Er besaß vor 2015 den INSEE-Code 0835.

## Bevölkerungsentwicklung
| 1962   | 1968   | 1975   | 1982   | 1990  | 1999  | 2006  | 2012  |
| ------ | ------ | ------ | ------ | ----- | ----- | ----- | ----- |
| 11.418 | 12.338 | 11.784 | 10.664 | 9.575 | 9.155 | 8.132 | 7.417 |

## Politik
| Vertreter im Departementrat | Vertreter im Departementrat    | Vertreter im Departementrat |
| Amtszeit                    | Namen                          | Partei                      |
| --------------------------- | ------------------------------ | --------------------------- |
| 2008–2015                   | Dominique Ruelle               | PS                          |
| 2015–                       | Dominique Ruelle Benoît Sonnet | PS                          |